# かまぶろ温泉
かまぶろ温泉（かまぶろおんせん）は、新潟県長岡市十日町（旧越後国）にある温泉。

## 泉質
- 単純温泉（低張性弱アルカリ性低温泉）
  - 泉温　22℃

## 温泉地
一軒宿の「長岡かまぶろ温泉旅館」が存在する。大正時代の創業とされる。内湯と全国的にも珍しいかまぶろのみ。かまぶろはケイ酸土の土台の上にゴザを敷いた設備である。

## アクセス
- JR上越線 越後滝谷駅より北へ約2 km
- JR信越本線 前川駅より南東へ約2.5 km
- 越後交通 長岡駅前＝小千谷＝十日町 線 「高山」バス停（国道17号沿い）より東へ徒歩約5分。
- 越後交通 長岡駅東口＝上下条＝滝谷 線 「十日町局前」バス停（県道370号沿い）より徒歩すぐ。
- 関越自動車道 長岡南越路SICより車で約8分。